# Douradoa consimilis
Douradoa consimilis är en tvåhjärtbladig växtart som beskrevs av Herman Otto Sleumer. Douradoa consimilis ingår i släktet Douradoa och familjen Ximeniaceae. Inga underarter finns listade i Catalogue of Life.